# The Plan (singolo)
The Plan (ufficialmente intitolato The Plan (From the Motion Picture "TENET")) è un singolo del rapper statunitense Travis Scott, pubblicato il 22 agosto 2020 dalla Warner Bros. come estratto dalla colonna sonora del film Tenet.

## Tracce
Testi e musiche di Jacques Webster II, Ludwig Göransson e Ebony Oshunrinde.
1. The Plan – 3:07

## Classifiche
| Classifica (2020) | Posizione massima |
| ----------------- | ----------------- |
| Lituania          | 45                |
| Regno Unito       | 93                |
| Stati Uniti       | 74                |
| Svizzera          | 98                |